# Бірюков В'ячеслав Васильович
В'ячесла́в Васи́льович Бірюко́в (24 серпня 1979 — 17 травня 2022) — головний сержант 66-ої окремої механізованої бригади, учасник російсько-української війни.

## Життєпис
Навчався в Житомирській ЗОШ № 33. У 1995—1996 роках навчався в Центрі професійно-технічної освіти м. Житомира, на професію «електромонтер сільської електрифікації та зв'язку»

Вячеслав Бірюков був командиром гармати гаубичного самохідного артилерійського взводу гаубичної самохідної артилерійської батареї першого гаубичного самохідно-артилерійського дивізіону.
«Він як і всі українці працював, забезпечував сім'ю. Але розпочалася повномасштабна війна. Він був прекрасною людиною, завжди усміхнений, в хорошому гуморі. Але так склалася доля. Прилетіла ракета в казарму — і він загинув, і багато його побратимів», — розповів Олексій Островський.
16 жовтня 2022 року був похоронений в Житомирі, на військовому кладовищі

## Нагороди
Указом Президента України № 498/2023 від 23 серпня 2023 року, нагороджений медаллю "За військову службу Україні" посмертно.
12 липня 2023 року родина Бірюкова В'ячеслава отримала відзнаку 66 окремої механізованої бригади.